# Saison 7 de Mes parrains sont magiques
Chronologie
Saison 6 Saison 8
La septième saison de Mes parrains sont magiques, ou Tes désirs sont désordres au Québec, est initialement diffusée aux États-Unis le 6 juillet 2009 sur Nickelodeon et s'achève le 18 septembre 2010. La série est créée par Butch Hartman, et produite par Frederator Studios. La série Mes parrains sont magiques est l'une des séries Nickelodeon les plus longues, après Les Razmoket et Bob l'éponge.

## Production

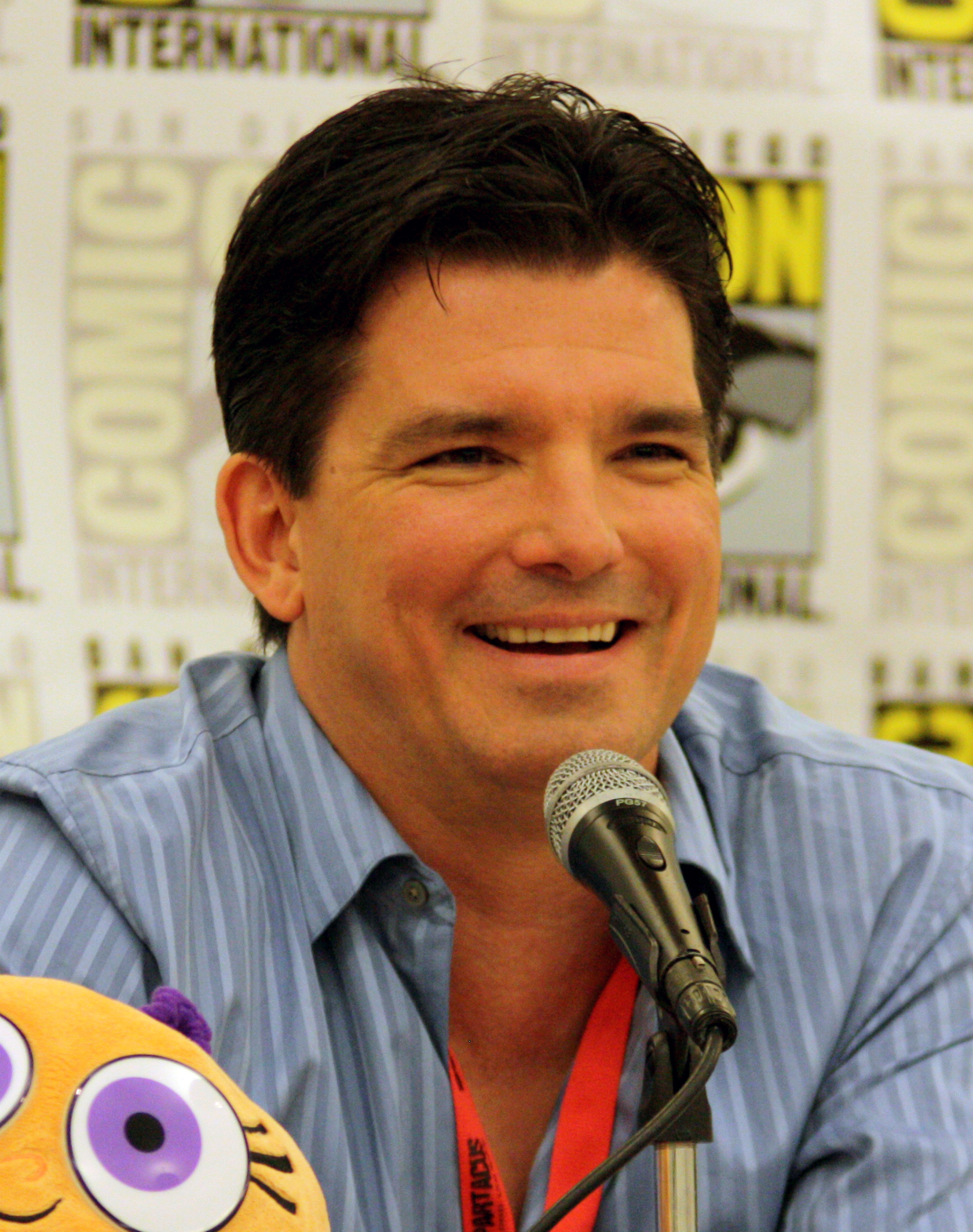
Butch Hartman, créateur de la série.

Le producteur de la série, Butch Hartman, crée Mes parrains sont magiques en tant que court-métrage intitulé Parrains magiques (Fairy Godparents), l'une des 39 séries d'animation diffusées dans l'émission Oh Yeah! Cartoons de Fred Seibert. Nickelodeon commande six épisodes qui seront diffusés pour la première fois sur la chaîne le 30 mars 2001, une demi-heure avant la diffusion de la série Invader Zim. Le 11 avril 2006, la chaîne britannique Nicktoons UK diffuse neuf courts-métrages Oh Yeah! Cartoons de la série en trois épisodes. 
Dès les premières diffusions, Mes parrains sont magiques devient populaire, encore plus que la série Invader Zim. Nickelodeon gagne de l'audience au fur et à mesure des diffusions. La popularité de la série est en partie due à Bob l'éponge. Autre que Bob l'éponge, cette série est classée comme l'une des meilleures séries à hautes audiences. Entre 2002 à 2003, le public s'agrandit considérablement, et parvient à dépasser Bob l'éponge en matière d'audience.

## Épisodes
| No. de série | No. de saison | Titre                                           | Réalisateur(s) | Scénariste(s)  | Date de diffusion | Date de diffusion | Code prod. |
| --- | ------------- | ----------------------------------------------- | -------------- | -------------- | ----------------- | ----------------- | ---------- |
| 90 | 1a            | Tel père, tel vice Bad Heir Day                 |                |                | 6 juillet 2009    |                   | 704a       |
| Crocker trouve Poof et l'adopte.                                                                                    |               |                                                 |                |                |                   |                   |            |
| 90 | 1b            | Surprise-Parthénon Freak and Greeks             |                |                | 30 septembre 2009 |                   | 704b       |
| Timmy visite les Dieux de l'Olympe.                                                                                 |               |                                                 |                |                |                   |                   |            |
| 91 | 2a            | Souriscapades Mice Capade                       |                |                | 7 juillet 2009    |                   | 703a       |
| Comme Poof regarde trop Sleazy et Cheesy,il transforme Timmy et Vicky comme le dessin animé du chat et de la souris |               |                                                 |                |                |                   |                   |            |
| 91 | 2b            | Le Biberon de la guerre Formula of Disaster     |                |                | 8 juillet 2009    |                   | 703b       |
| Un biberon plonge les parents de Timmy dans un sommeil profond.                                                     |               |                                                 |                |                |                   |                   |            |
| 92 | 3a            | Boum sur l'anniversaire Birthday Bashed         | Michelle Bryan | Butch Hartman  | 9 juillet 2009    |                   | 613a       |
| Timmy panique quand ses parents se souviennent de son anniversaire cette année.                                     |               |                                                 |                |                |                   |                   |            |
| 92 | 3b            | Mamoniprésente Momnipresent                     | Gary Conrad    | Kevin Sullivan | 12 août 2009      |                   | 613b       |
| La mère de Timmy veut tout le temps passer du temps avec lui.                                                       |               |                                                 |                |                |                   |                   |            |
| 93 | 4             | Anti-Poof Anti Poof                             |                |                | 10 juillet 2009   |                   | 701        |
| Poof rencontre son double maléfique.                                                                                |               |                                                 |                |                |                   |                   |            |
| 94 | 5b            | Et le navet va Timmy Turnip                     |                |                | 10 août 2009      |                   | 707b       |
| Timmy souhaite que ses grands parents ne soient jamais venus émigrer en Amérique.                                   |               |                                                 |                |                |                   |                   |            |
| 94 | 5a            | Papacadabra Dadbra-Cadabra                      |                |                | 2 octobre 2009    |                   | 707a       |
| Le père de Timmy est pris à tort pour une fée.                                                                      |               |                                                 |                |                |                   |                   |            |
| 95 | 6a            | Papa en plus Add a Dad                          |                |                | 11 août 2009      |                   | 702a       |
| Timmy souhaite plusieurs clones de son père.                                                                        |               |                                                 |                |                |                   |                   |            |
| 95 | 6b            | Très Cureuil Squirrely Puffs                    |                |                | 13 août 2009      |                   | 702b       |
| Les scouts garçons et filles s'affrontent.                                                                          |               |                                                 |                |                |                   |                   |            |
| 96 | 7a            | Mouche-toi Fly Boy                              |                |                | 14 août 2009      |                   | 705a       |
| Timmy se retrouve coincé à cause d'une mouche.                                                                      |               |                                                 |                |                |                   |                   |            |
| 96 | 7b            | Parrain temporaire Temporary Fairly             |                |                | 29 septembre 2009 |                   | 705b       |
| Jorgen devient temporairement le parrain de Timmy.                                                                  |               |                                                 |                |                |                   |                   |            |
| 97 | 8a            | Traitement de choc Crocker Shocker              |                |                | 28 septembre 2009 |                   | 706a       |
| Crocker est hypnotisé afin de ne plus croire aux fées.                                                              |               |                                                 |                |                |                   |                   |            |
| 97 | 8b            | Super Zéro Super Zero                           |                |                | 1er octobre 2009  |                   | 706b       |
| Cosmo devient un super héros.                                                                                       |               |                                                 |                |                |                   |                   |            |
| 98 | 9a            | Timmy hyper star One Man Banned                 |                |                | 16 octobre 2009   |                   | 708a       |
| Timmy devient un musicien très célèbre.                                                                             |               |                                                 |                |                |                   |                   |            |
| 98 | 9b            | Mon meilleur ennemi Fremine Mine                |                |                | 16 octobre 2009   |                   | 708b       |
| Timmy sauve Vicky qui devient son esclave.                                                                          |               |                                                 |                |                |                   |                   |            |
| 99 | 10b           | Apprenti Cupidon Stupid Cupid                   |                |                | 6 février 2010    |                   | 709b       |
| Cupidon laisse son arc et ses flèches et se met à faire n'importe quoi.                                             |               |                                                 |                |                |                   |                   |            |
| 99 | 10a           | La Cocoluche Chicken Poofs                      |                |                | 9 avril 2010      |                   | 709a       |
| Poof a peur des vaccins.                                                                                            |               |                                                 |                |                |                   |                   |            |
| 100 | 11a           | Timmy à la perfection Take and Fake             |                |                | 6 février 2010    |                   | 717a       |
| Timmy se retrouve transformé en monstre.                                                                            |               |                                                 |                |                |                   |                   |            |
| 100 | 11b           | Cosmo ou le Chaos Cosmo Rules                   |                |                | 11 juin 2011      |                   | 717b       |
| Jorgen a le hoquet en buvant un soda magique et il demande à Cosmo de surveiller le règlement magique.              |               |                                                 |                |                |                   |                   |            |
| 101 | 12b           | Empereur Poof Planet Poof                       |                |                | 5 avril 2010      |                   | 710b       |
| Poof devient empereur.                                                                                              |               |                                                 |                |                |                   |                   |            |
| 101 | 12a           | Agent double zéro Double-oh Schomzno            |                |                | 11 septembre 2010 |                   | 710a       |
| Cosmo reçoit la visite de son frère qui est un menteur.                                                             |               |                                                 |                |                |                   |                   |            |
| 102 | 13b           | Champion de Poof-ball He Poof, He Scores        |                |                | 6 avril 2010      |                   | 711b       |
| Poof participe à un championnat de baseball.                                                                        |               |                                                 |                |                |                   |                   |            |
| 102 | 13a           | Oui, patron ! The Boss of Me                    |                |                | 12 septembre 2010 |                   | 711a       |
| Timmy devient le nouveau patron de son frère.                                                                       |               |                                                 |                |                |                   |                   |            |
| 103 | 14a           | Le Choc des bébés Playdate of Doom              |                |                | 7 avril 2010      |                   | 712a       |
| Timmy doit sauver la réputation de Poof.                                                                            |               |                                                 |                |                |                   |                   |            |
| 103 | 14b           | ADN que pourra Teacher's Pet                    |                |                | 8 avril 2010      |                   | 712b       |
| Timmy devient le cochon d'inde de Crocker.                                                                          |               |                                                 |                |                |                   |                   |            |
| 104 | 15a           | C'est pas une vie, maman ! Manic mom-day        |                |                | 18 septembre 2010 |                   | 713a       |
| Timmy et sa mère échangent leurs corps.                                                                             |               |                                                 |                |                |                   |                   |            |
| 104 | 15b           | Crocker contre les lutins verts Crocker of Gold |                |                | 18 septembre 2010 |                   | 713b       |
| Monsieur Crocker va chasser les leprechauns et laisse tomber les fées.                                              |               |                                                 |                |                |                   |                   |            |